# 2 złote 1927
2 złote 1927 – próbna moneta okresu złotowego II Rzeczypospolitej, przygotowana jako propozycja wzoru monety dwuzłotowej po zmianie systemu monetarnego z 5 listopada 1927 r.
Istnieją monety z napisem „PRÓBA”, jak i bez napisu.

## Rys historyczny
Po załamaniu waluty polskiej w 1926 r., w oparciu o zaciągniętą pożyczkę zagraniczną, 13 października 1927 r. wydano rozporządzenie Prezydenta RP o stabilizacji złotego, a 5 listopada 1927 r., również rozporządzeniem prezydenta, zmieniono ustrój pieniężny kraju, wprowadzając między innymi:
- monetę srebrną (Ag500) o nominale 2 złote, średnicy 27 mm, masie 10 gramów – zastępującą będącą w obiegu dwuzłotówkę o tych samych parametrach, z tym że wybitą w stopie próby 750,
- monetę srebrną (Ag750) o nominale 5 złotych, średnicy 33 mm i masie 18 gramów – zastępującą w rzeczywistości nigdy niewprowadzoną do obiegu pięciozłotówkę o średnicy 37 mm, masie 25 gramów, w srebrze stopu 900.

Obniżenie zawartości czystego srebra w nowej dwuzłotówce poprzez zmniejszenie o ⅓ próby stopu (z 750 na 500), przy niezmienionych pozostałych parametrach, zainicjowało opracowanie przez Mennicę Państwową nowego wzoru tego nominału.
W drugim dziesięcioleciu XXI w. spośród wszystkich monet próbnych II Rzeczypospolitej znana jest jedna dwuzłotówka 1927, z:
- z rewersem będącej od 1924 r. w obiegu dwuzłotówki autorstwa Tadeusza Breyera oraz
- zmienionym lekko wzorze awersu (rysunkiem orła), tzn. tym, który wykorzystano w 1925 r. do bicia niewprowadzonej ostatecznie 5-złotówki „Konstytucja”.

Ze względu na kłopoty mennicy z produkcją krążków o tak niskiej zawartości srebra, rozporządzenie Prezydenta RP z 5 listopada 1927 r. w zakresie monet 2-złotowych nigdy nie zostało zrealizowane. Dopiero trzecia duża zmiana systemu monetarnego – z 27 sierpnia 1932 – redukująca po raz kolejny zawartość czystego srebra przypadającego na 1 złoty i jednocześnie ponownie wprowadzająca obowiązek bicia dwuzłotówek ze stopu srebra próby 750, doprowadziła do wpuszczenia do obiegu nowych monet o nominale 2 złotych, ale już całkowicie nowego wzoru.

## Awers
Na tej stronie pośrodku umieszczono godło – orła w koronie, dookoła w otoku napis: „RZECZPOSPOLITA POLSKA”, pod orłem rok: „1927”, a za nim herb Kościesza – znak mennicy w Warszawie.
Autorem rysunku awersu był Stanisław Lewandowski.

## Rewers
Na tej stronie umieszczono zwrócone w lewo popiersie kobiety z warkoczem w chustce na głowie, przed nią 4 kłosy, nad nią napis: „2 ZŁOTE”.
Rysunek rewersu jest identyczny z tym dla monety obiegowej z 1924 r. autorstwa Tadeusza Breyera.

## Opis
Monetę wybito z rantem ząbkowanym, na krążkach o średnicy 27 mm, w dwóch wersjach:
- bez napisu „PRÓBA”,
- z napisem „PRÓBA”.

Monety bez napisu „PRÓBA” zostały wybito w srebrze:
- stemplem zwykłym – nakład 100 sztuk,
- stemplem lustrzanym – nakład 100 sztuk.

Monetę z wypukłym napisem „PRÓBA” wybito w:
- srebrze – stempel zwykły, nakład 100 sztuk,
- brązie – stempel zwykły, nakład 10 sztuk.

## Odmiany
Znane są również bicia monety:
- bez napisu „PRÓBA” w miedzi (nakład nieznany, nienotowana),
- z wypukłym napisem „PRÓBA”, stemplem lustrzanym w srebrze (nakład nieznany),
- z wklęsłym napisem „PRÓBA”, w miedzi (masa 9,65–9,69 grama, notowana w obrocie aukcyjnym, czasami opisywana jako tombakowa).